# Walter Kißel
Walter Kißel (* 26. Februar 1951 in Kaiserslautern) ist ein deutscher Klassischer Philologe.

## Leben
Nach dem Studium der Klassischen Philologie und Alten Geschichte in Tübingen und Heidelberg wurde Kißel dort 1975 wissenschaftlicher Angestellter und 1980 Hochschulassistent. 1978 promoviert, konnte er sich 1986 habilitieren und wurde außerplanmäßiger Professor. Danach lehrte er an den Universitäten München, Konstanz und Tübingen, bis er 1993 einen Ruf der Universität Erlangen-Nürnberg als außerordentlicher Professor für Klassische Philologie am Lehrstuhl von Severin Koster erhielt und annahm. Von 2008 bis 2016 war er kommissarischer Leiter des Lehrstuhls für Latein. Seit Oktober 2016 ist Kißel im Ruhestand. Sein Nachfolger als Lehrstuhlleiter ist seit April 2017 der Lehrstuhlinhaber Christoph Schubert.

## Schriften (Auswahl)
- Petrons Kritik der Rhetorik (Sat. 1–5). In: Rheinisches Museum für Philologie. Band 121, 1978, S. 311–328 (PDF).
- Das Geschichtsbild des Silius Italicus (= Studien zur klassischen Philologie. Band 2). Lang, Frankfurt am Main 1979, ISBN 3-8204-6375-5 (zugleich Dissertation, Heidelberg 1978).
- Die römische Literatur in Text und Darstellung. Band 4: Kaiserzeit 1. Von Seneca maior bis Apuleius. Reclam, Stuttgart 1985, ISBN 3-15-008069-X (2., verbesserte und bibliografisch ergänzte Auflage 1998, ISBN 3-15-008069-X).
- Aulus Persius Flaccus, Satiren (Wissenschaftliche Kommentare zu griechischen und lateinischen Schriftstellern). Winter, Heidelberg 1990, ISBN 3-533-04126-3 (zugleich Habilitationsschrift, Heidelberg 1986).
- Ovid und das Corpus Priapeorum. In: Rheinisches Museum für Philologie. Band 137, 1994, S. 299–331 (PDF).
- mit Michael von Albrecht und Werner Schubert: Bibliographie zum Fortwirken der Antike in den deutschsprachigen Literaturen des 19. und 20. Jahrhunderts (= Studien zur klassischen Philologie. Band 149). Lang, Frankfurt am Main 2005, ISBN 3-631-50802-6.
- Statius als Epiker (1934–2003) (= Lustrum. Band 46, 2004). Vandenhoeck & Ruprecht, Göttingen 2006, ISBN 978-3-525-80200-7.
- (Hrsg.): A. Persius Flaccus: Saturarum liber (Bibliotheca Teubneriana). Walter de Gruyter, Berlin/New York 2007, ISBN 978-3-11-019486-9.
- Juvenal (1962–2011) (= Lustrum. Band 55, 2013). Vandenhoeck & Ruprecht, Göttingen 2014, ISBN 978-3-525-80211-3.
- Personen und persona in den Epigrammen Martials (= Palingenesia. Band 132). Franz Steiner, Stuttgart 2022, ISBN 978-3-515-13128-5.